# クロティルデ・フォン・ザクセン＝コーブルク・ウント・ゴータ
クロティルデ・フォン・ザクセン＝コーブルク・ウント・ゴータ（ドイツ語: Clotilde von Sachsen-Coburg und Gotha, 1846年7月8日 - 1927年7月3日）は、ザクセン＝コーブルク＝ゴータ家のカトリック系の分枝コハーリ侯爵家の公女で、オーストリア大公ヨーゼフ・カールの妃。

## 生涯
1846年7月8日、ザクセン＝コーブルク＝ゴータ公子アウグストと、その妻でフランス王ルイ・フィリップの娘であるクレマンティーヌ・ドルレアンの長女として生まれた。弟にブルガリア王フェルディナントがいる。洗礼名はマリー・アーデルハイト・アマーリエ・クロティルデ（Marie Adelheid Amalie Clotilde）。
1864年5月2日、クロティルデはコーブルクでオーストリアのヨーゼフ・カール大公と結婚した。ヨーゼフ・カールはハンガリー副王（宮中伯）を務めたヨーゼフ・アントン大公の三男である。クロティルデは旅行で家族と一緒にコンスタンツを訪れた時、ちょうどこの町に兄のシュテファンと滞在していたヨーゼフ・カールと出会ったのだった。大公夫妻は固い愛情で結ばれ、幸せな家庭生活を送った。クロティルデはハプスブルク家の女性たちが授けられる星十字勲章を受章している。
1927年7月3日に亡くなり、遺骸はブダの王宮にある王家の墓所に夫や子供たちの遺骸とともに安置された。クロティルデの墓所は死の70年後の1997年に略奪に遭い、激しく損傷した。その10年後の2007年、クロティルデの墓は修復されている。

## 子女
夫ヨーゼフ・カールとの間に7人の子供をもうけた。
- エリーザベト・クレメンティーネ・クロティルデ・マリア・アマーリエ（1865年 - 1866年）
- マリア・ドロテア・アマーリエ（1867年 - 1932年） - 1896年、オルレアン公フィリップと結婚
- マルガレーテ・クレメンティーネ・マリア（1870年 - 1955年） - 1890年、トゥルン・ウント・タクシス侯アルベルトと結婚
- ヨーゼフ・アウグスト・ヴィクトル・クレメンス・マリア（1872年 - 1962年）
- ラディスラウス・フィリップ・マリア・ヴィンツェンツ（1875年 - 1895年）
- エリーザベト・ヘンリエッテ・クロティルデ・マリア・ヴィクトリア（1883年 - 1958年）
- クロティルデ・マリア・アマーリエ・フィロメーナ・ライネーリア（1884年 - 1903年）

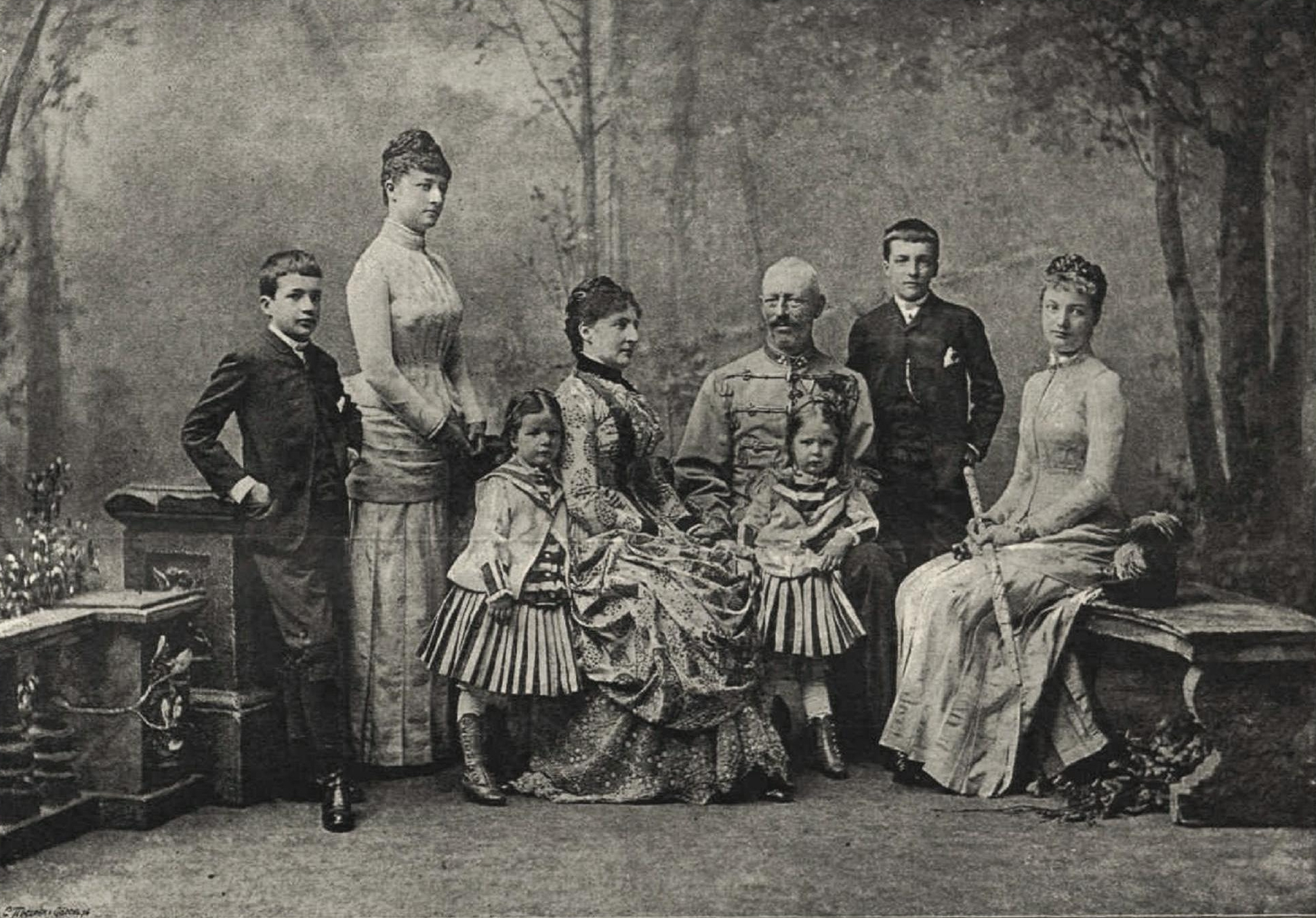
ヨーゼフ・カール大公とクロティルデ大公妃夫妻一家（1887年撮影）